# Reformatio in peius
Ten artykuł należy dopracować:

przedstawiono sytuację tylko z polskiej perspektywy – artykuł powinien być przekrojowy.
Pomóż go poprawić. Na stronie dyskusji mogą znajdywać się pomocne komentarze.
Reformatio in peius – łaciński zwrot oznaczający pogorszenie sytuacji skazanego w wyniku wyroku zapadłego w postępowaniu odwoławczym. Zakaz takiego pogorszenia uchodzi za jedną z istotnych gwarancji procesowych, chroniących prawa jednostki.

## W postępowaniu karnym w Polsce
Zasadą w polskim procesie karnym jest zakaz reformationis in peius, czyli zakaz pogarszania sytuacji oskarżonego w procesie, gdy wyrok zaskarżono wyłącznie na jego korzyść.
Zakaz reformationis in peius obowiązujący w postępowaniu przed sądem odwoławczym reguluje art. 434 Kodeksu postępowania karnego z 1997 roku.
Zakaz reformationis in peius podstawowy oznacza, że

Sąd odwoławczy może orzec na niekorzyść oskarżonego tylko wtedy, gdy wniesiono na jego niekorzyść środek odwoławczy, a także tylko w granicach zaskarżenia, chyba że ustawa stanowi inaczej.

Zakaz reformationis in peius obostrzony ze względu na zwiększone wymagania wobec osób posiadających profesjonalne kwalifikacje obowiązuje w sytuacji

Jeżeli środek odwoławczy pochodzi od oskarżyciela publicznego lub pełnomocnika, sąd odwoławczy może orzec na niekorzyść oskarżonego ponadto tylko w razie stwierdzenia uchybień podniesionych w środku odwoławczych lub podlegających uwzględnieniu z urzędu.

Zakaz reformationis in peius obowiązuje też w postępowaniu przed sądem pierwszej instancji.

W razie przekazania sprawy do ponownego rozpoznania wolno w dalszym postępowaniu wydać orzeczenie surowsze niż uchylone tylko wtedy, gdy orzeczenie to było zaskarżone na niekorzyść oskarżonego albo gdy zachodzą okoliczności określone w art. 434 § 3. Nie dotyczy to orzekania o środkach zabezpieczających wymienionych w art. 93a § 1 Kodeksu karnego.

Jeżeli wyrok został zaskarżony tylko na niekorzyść oskarżonego, sąd odwoławczy może orzec również na jego korzyść.
Nowelizacja z 10 stycznia 2003 roku zniosła zakaz reformationis in peius, jeżeli oskarżony jako tak zwany mały świadek koronny skorzystał z nadzwyczajnego złagodzenia kary albo skazanie nastąpiło poza rozprawą lub na rozprawie skróconej. W literaturze prawniczej uważa się te wyjątki za źle zredagowane.

## W postępowaniu cywilnym w Polsce
Zakaz reformationis in peius w sądowym postępowaniu procesowym w sprawach cywilnych uregulowany został w art. 384 Kodeksu postępowania cywilnego:

Sąd nie może uchylić lub zmienić wyroku na niekorzyść strony wnoszącej apelację, chyba że strona przeciwna również wniosła apelację.

Powyższy przepis stosowany jest co do zasady odpowiednio do postępowania nieprocesowego według art. 13 § 2 k.p.c., jednak jego stosowanie może prowadzić do wyłączenia lub też istotnej modyfikacji zakazu reformationis in peius, jeżeli przemawia za tym charakter danej sprawy. Dzieje się tak w przypadku spraw, w których sąd orzeka z urzędu oraz w przypadku, gdy postanowienia sądu mają charakter niepodzielny, a poszczególne rozstrzygnięcia sądu w danej kwestii są od siebie zależne. Wyłączenie zakazu reformationis in peius występuje z powyższych powodów między innymi w postępowaniach o stwierdzenie nabycia spadku oraz o zniesienie współwłasności.
Jedynym przepisem wyłączającym de lege zakaz reformationis in peius w postępowaniu nieprocesowym był § 18 uchylonego Rozporządzenia Rady Ministrów z dnia 14 marca 1983 r. w sprawie rejestru spółdzielni:

Sąd rewizyjny nie jest związany granicami rewizji i może uchylić zaskarżone orzeczenie również na niekorzyść skarżącego.

## W postępowaniu administracyjnym w Polsce
W postępowaniu administracyjnym zakaz reformationis in peius został ujęty w Kodeksie postępowania administracyjnym w sposób następujący:

Organ odwoławczy nie może wydać decyzji na niekorzyść strony odwołującej się, chyba że zaskarżona decyzja rażąco narusza prawo lub rażąco narusza interes społeczny.

Jest to rozwiązanie kompromisowe, ponieważ z jednej strony wskazuje się, że zakaz ten nie odpowiada istocie postępowania administracyjnego i administracyjnego toku instancji, z drugiej zwraca się uwagę na potrzebę ochrony praw strony w tym postępowaniu. Rozwiązanie przyjęte w Kodeksie postępowania administracyjnego budzi różne opinie w piśmiennictwie prawniczym.

## W postępowaniu administracyjnosądowym w Polsce
W postępowaniu administracyjnosądowym zakaz reformationis in peius został ujęty w ustawie Prawo o postępowaniu przed sądami administracyjnymi w sposób następujący:

Sąd nie może wydać orzeczenia na niekorzyść skarżącego, chyba że stwierdzi naruszenie prawa skutkujące stwierdzeniem nieważności zaskarżonego aktu lub czynności.

W literaturze wskazuje się na wady tego zakazu (m.in. ograniczenie możliwości orzeczniczych sądu) – uważany jest on za „zło konieczne”.